# Clionàides
Els clionàides (Clionaida) són un ordre de demosponges de la subclasse Heteroscleromorpha.

## Taxonomia
L'ordre Clionaida inclou 209 espècies repartides en quatre famílies:
- Família Acanthochaetetidae Fischer, 1970
- Família Clionaidae d'Orbigny, 1851
- Família Placospongiidae Gray, 1867
- Família Spirastrellidae Ridley & Dendy, 1886